# Лабеталол
Лабеталол — лекарство, используемое для лечения высокого кровяного давления и длительного лечения стенокардии. Это включает эссенциальную гипертонию, неотложную гипертоническую болезнь и гипертонию во время беременности. При эссенциальной гипертензии Лабеталол, как правило, менее предпочтителен, чем ряд других лекарств от артериального давления. Его можно вводить перорально или путем инъекции в вену.
Общие побочные эффекты включают низкое кровяное давление, головокружение, чувство усталости и тошноту. Серьезные побочные эффекты могут включать низкое кровяное давление, проблемы с печенью, сердечную недостаточность и бронхоспазм. Использование данного лекарства кажется безопасным во второй половине беременности и, по ожиданиям не вызывает проблем во время кормления грудью.
Лабеталол был запатентован в 1966 году и начал применяться в медицине в 1977 году. Препарат доступен как дженерик.
В 2019 году Лабеталол занимал 198-е место среди наиболее часто назначаемых лекарств в Соединенных Штатах; за этот год было выписано более 2 миллионов рецептов.
Лабеталол является β-адреноблокатором, оказывающим одновременно α1-адреноблокирующее действие.

## Общая информация
Сочетание b-адреноблокирующего и периферического вазодилататорного действия обеспечивает надёжный антигипертензивный эффект. Препарат существенно не влияет на величину сердечного выброса и частоту сердечных сокращений.
Применяют лабеталол для снижения артериального давления при гипертензии разной степени. В отличие от обычных b-адреноблокаторов он оказывает быстрый антигипертензивный эффект.
Лабеталол быстро всасывается при приёме внутрь. Время полувыведения из плазмы крови составляет около 4 ч. Выводится из организма в основном с мочой в виде неактивных метаболитов.
Внутрь, назначают в виде таблеток (во время еды) по 0,1 г (100 мг) 2-3 раза в день. При тяжёлых формах гипертензии дозу увеличивают. Средняя суточная доза 600-1000 мг в 2-4 приёма. Для поддерживающей терапии применяют по 1 таблетке (100 мг) 2 раза в день.
При гипертонических кризах вводят лабеталол внутривенно медленно в дозе 20 мг (2 мл 1 % раствора). При необходимости повторяют инъекции с промежутками 10 мин. Предпочтительно вводить лабеталол в виде инфузии. Для этого разводят 1 % инъекционный раствор в ампулах изотоническим раствором натрия хлорида или глюкозы до концентрации 1 мг/мл. Вводят со скоростью 2 мл (2 мг) в минуту. Обычно необходимая доза составляет 50-200 мг.
Внутривенные введения производят в условиях стационара при положении больного лёжа (в связи с быстрым и значительным снижением артериального давления).
При применении лабеталола возможны головокружение (как явление постуральной гипотензии), головная боль, тошнота, запор или понос, чувство усталости, кожный зуд.
Бронхиолоспазма препарат обычно не вызывает, однако у больных бронхиальной астмой следует соблюдать осторожность.

## Медицинское использование
Лабеталол эффективен при лечении неотложных состояний гипертонии, послеоперационной гипертензии, гипертензии, связанной с феохромоцитомой, и гипертонии, вызванной отказом от бета-блокаторов.
Лабеталол особенно показан при лечении гипертонии, вызванной беременностью, которая обычно ассоциируется с преэклампсией.
Препарат также используется в качестве альтернативы при лечении тяжелой гипертензии.

### Особые группы населения
Беременность: исследования на лабораторных животных не показали вреда для ребенка. Однако, сопоставимое контролируемое исследование с участием беременных женщин не проводилось.
Кормление грудью: было показано, что грудное молоко содержит небольшое количество лабеталола (0,004% исходной дозы). Лицам, назначающим препараты, следует с осторожностью применять лабеталол кормящим матерям.
Педиатрия: исследования не подтвердили безопасность или полезность в этой популяции.
Гериатрия: пожилые люди чаще испытывают головокружение при приеме лабеталола. Лабеталол следует с осторожностью назначать пожилым людям и предупреждать об этом побочном эффекте.

## Побочные эффекты

### Общие
- Неврологические: головная боль (2%), головокружение (11%)[9];
- Желудочно-кишечный тракт: тошнота (6%), диспепсия (3%)[9];
- Холинергические: заложенность носа (3%), нарушение эякуляции (2%)[9];
- Респираторные органы: одышка (2%)[9];
- Прочие: переутомление (5%), головокружение (2%), ортостатическая гипотензия[9].

Низкое артериальное давление при стоянии более выражено и чаще встречается при внутривенном введении (58% против 1%) и часто является причиной невозможности использования более высоких доз перорального препарата.

### Редкие
- Лихорадка[9]
- Мышечные судороги[9]
- Сухой кератоконъюнктивит[9]
- Блокада сердца[9]
- Гиперкалиемия[9]
- Гепатотоксичность[9]
- Лекарственная сыпь, похожая на красный плоский лишай[11]
- Гиперчувствительность, которая может привести к летальному исходу респираторного расстройства[9].

## Противопоказания
Лабеталол противопоказан больным с выраженной сердечной недостаточностью, атриовентрикулярной блокадой, блокадой сердца более первой степени, тяжелой брадикардией, кардиогенным шоком, тяжелой гипотонией, всем, у кого в анамнезе естьобструктивное заболевание дыхательных путей, включая астму, и тем, у кого есть гиперчувствительность к препарату. Хотя, в последние годы появились данные о благоприятном влиянии внутривенного введения лабеталола на системную, внутрисердечную и регионарную гемодинамику у больных на ранних сроках инфаркта миокарда.

## Форма выпуска
- таблетки по 0,1 и 0,2 г (100 и 200 мг) по 30 и 100 штук в упаковке
- 1 % раствор для инъекций в ампулах по 5 мл (50 мг в ампуле).

## Хранение
Список Б в защищённом от света месте.

## Стереохимия
Лабеталол содержит два стереогенных центра и состоит из четырех стереоизомеров. Это смесь ( R ,  R ) -, ( S ,  R ) -, ( R ,  S  ) - и ( S ,  S ) - форма:
| Стереоизомеры Labetalol | Стереоизомеры Labetalol |
| ----------------------- | ----------------------- |
| CAS-Nummer: 75659-07-3  | CAS-Nummer: 83167-24-2  |
| CAS-Nummer: 83167-32-2  | CAS-Nummer: 83167-31-1  |

Лабеталол химически обозначен в номенклатуре Международного союза теоретической и прикладной химии (МСТПХ) как 2-гидрокси-5- [1-гидрокси-2 - [(1-метил-3-фенилпропил) амино] этил] бензамид моногидрохлорид.